# شان دیویس (بازیکن فوتبال)
شان دیویس (انگلیسی: Sean Davies؛ زادهٔ ۲۷ فوریهٔ ۱۹۸۵) بازیکن فوتبال اهل بریتانیا است.
از باشگاه‌هایی که در آن بازی کرده‌است می‌توان به باشگاه فوتبال میدلزبرو، باشگاه فوتبال کمبریج یونایتد، و باشگاه فوتبال یورک سیتی اشاره کرد.